# Gyapotmagolaj

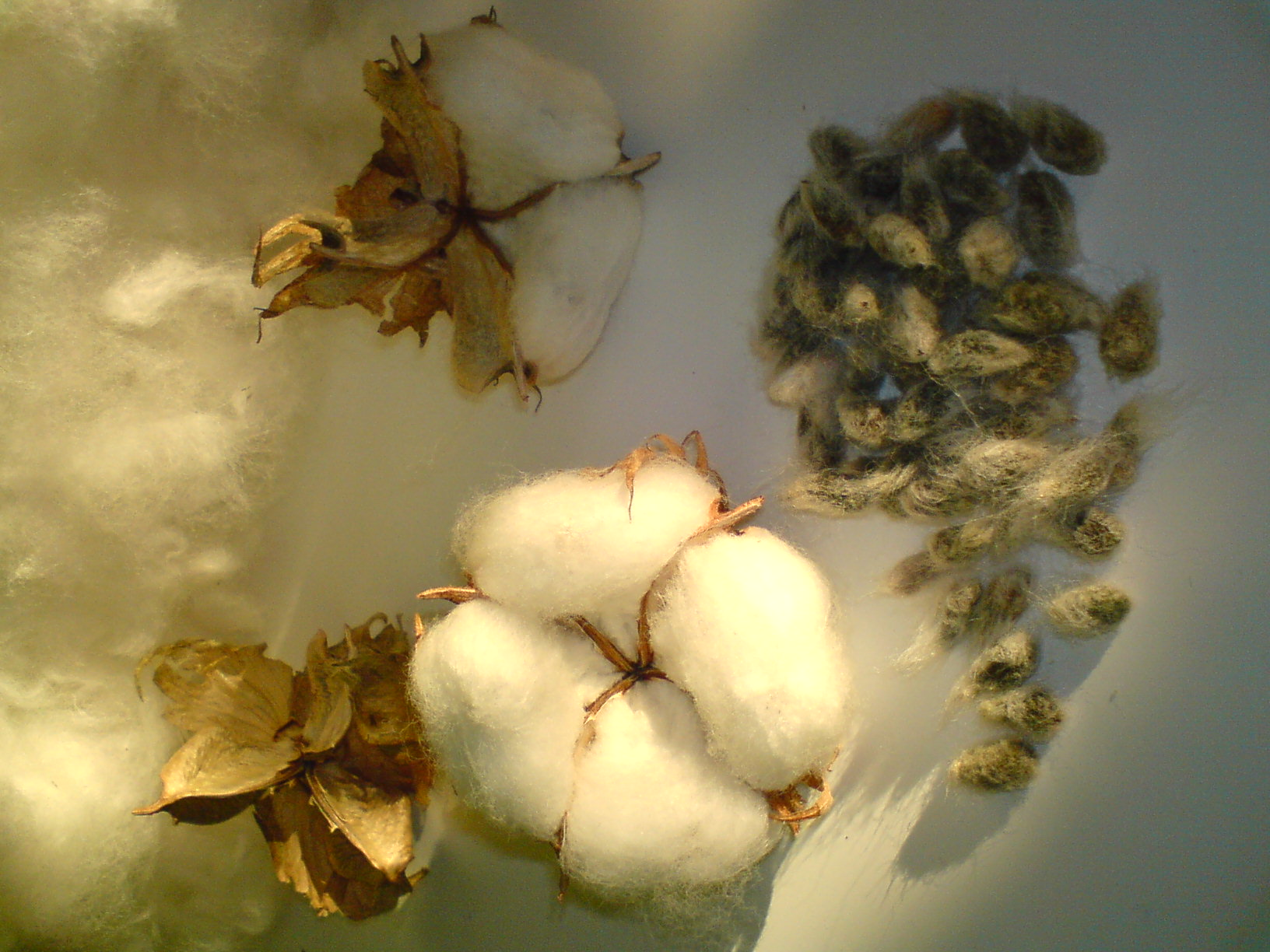
Gyapot és magja

A gyapotmagolaj a gyapot (Gossypium hirsutum) magjából sajtolt növényi zsiradék.

## Felhasználása
A gyapotmagolaj felhasználása a gyapotot termelő országokban jelentősebb, mivel a gyapotmag melléktermék kedvező áron jutnak hozzá a feldolgozók, így az olaj olcsó alternatívája a napraforgó olajnak. A margarin gyártásban jelentős szerepet kap a gyapotmagolaj olcsósága és kedvező tulajdonságai miatt. A délkelet-ázsiai konyha előszeretettel használja mivel nem füstöl és nehezen ég meg. Az édesipar hidrogénezett gyapotmagolajat használ egyes termékeihez és kiváló a csokoládé higításához. Zsírsavösszetétele kedvezőtlen a szív-és érrendszer számára.

## Tulajdonságai

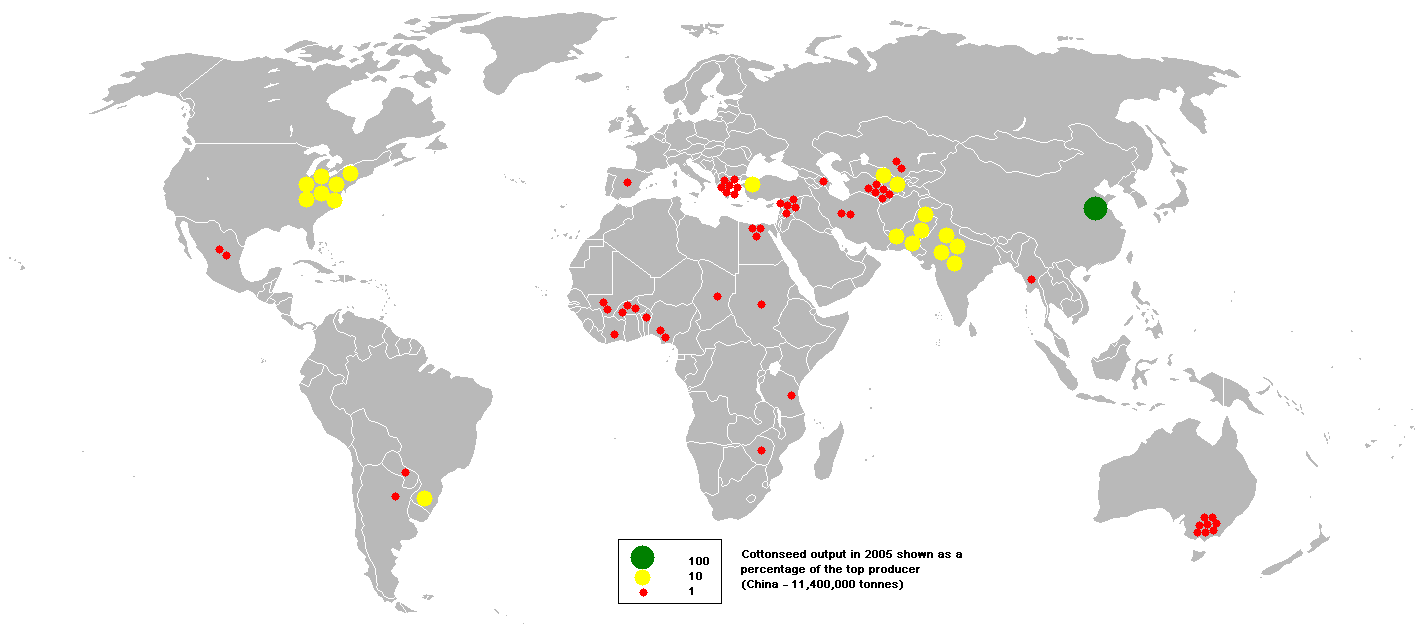
Gyapotmag termelő országok

Halványsárga színű folyadék, főleg palmitinsav és sztearinsav trigliceridjeiből áll.
A gyapotmagolaj kevés fitoszterolt, kolint, továbbá E-és K-vitamint is tartalmaz.

### Zsírsavösszetétele

Gyapottermelés

| Rövid jelölés | Triviális név | Százalék |
| ------------- | ------------- | -------- |
| 14:0          | mirisztinsav  | max.: 1  |
| 16:0          | palmitinsav   | 19-26    |
| 18:0          | sztearinsav   | 68-80    |
| 18:1          | olajsav       | 4        |
| 20:0          | arachinsav    | max.1    |
| 22:0          | behénsav      | max. 1   |
| 24:0          | lignocerinsav | max. 0,5 |

| Energia 885 kcal 3699 kJ |       |
| Szénhidrátok | 0.0 g |
| Zsír | 100 g |
| - telített 25.9 g |       |
| - transz 0.0 g |       |
| - egyszeresen telítetlen 17.8 g                                                                                                 |       |
| - többszörösen telítetlen 51.9 g                                                                                                |       |
| - omega-3 zsírsav 0.2 g |       |
| - omega-6 zsírsav 51.500 g |       |
| Fehérje | 0.0 g |
| E-vitamin 35.3 mg | 235%  |
| K-vitamin 24. μg | 23%   |
| A százalékos értékek az amerikai felnőttek számára javasolt napi mennyiségre (RDA) vonatkoznak. Forrás: USDA tápanyag adatbázis |       |